# Muzeum Vasa
Vasa muzeum (švédsky Vasamuseet) je námořní muzeum ve Stockholmu na ostrově Djurgården. Ve svých prostorách představuje jediný téměř úplně dochovaný skelet námořní lodi ze 17. století, který kdy byl zachráněn. Tato královská válečná loď Vasa se potopila při své první plavbě roku 1628. Muzeum bylo otevřeno roku 1990 a podle oficiálních stránek je nejnavštěvovanějším muzeem ve Skandinávii. Spolu s několika dalšími muzei patří Vasa muzeum pod Švédské národní námořní muzeum.

## Historie
Loď královského námořnictva byla postavena ve stockholmském doku v letech 1626-1628. Byla 69 metrů dlouhá, 52 metrů vysoká a měla 67 děl. Vrak se potopil 10. srpna roku 1628 nedaleko přístavu, ze kterého vyplul. Na palubě bylo 200 námořníků. První pokusy o jeho prozkoumání a vyzvednutí některých předmětů se datují do roku 1660 a pokračovaly i v následujících stoletích. Podařilo se však získat jen jednotlivé předměty, především byl zájem o děla. Celá loď byla vyzvednuta roku 1956.Od roku 1961 do 1988 byla Vasa umístěna v dočasné stavbě zvané Wasavarvet (Loděnice Vasa), kde byla konzervována polyethylenglykolem. Návštěvníci tehdy mohli zhlédnout loď ze dvou úrovní ve vzdálenosti 5 metrů. Roku 1981 rozhodla švédská vláda o zbudování trvalého muzea pro její vystavování. Následně vyhlásila architektonickou soutěž. Ze 384 účastníků byl vybrán návrh dvou architektů, Marianne Dahlbäckové a Görana Månssona. Stavba nové budovy v podobě hangáru s měděnou střechou má po stranách lodí ochozy o 6 podlažích se 7. v podobě vyhlídkové terasy, v bočních prostorách se vystavují menší vraky nebo jejich části. Stavba začala dne 2. listopadu 1987 na nábřeží vedle suchých doků slavnostním položením základního kamene, jehož se zúčastnil švédský korunní Princ Bertil .
Loď byla přesunuta do nové budovy a sestavena z 98% původních částí v prosinci roku 1988. V létě 1989 už měli návštěvníci povolen vstup do polodokončeného muzea. Návštěvnost tehdy činila 228 000 lidí. Oficiálně bylo muzeum otevřeno 15. června 1990.
Archeologický, antropologický a další výzkum pokračuje i v dalších 30 letech, především zásluhou spolku Přátelé Vasy. K roku 2019 byla z 200 identifikovaných těl členů posádky většina koster antropologicky zdokumentována. Prezentováno je 6 koster, které byly všestranně prozkoumány a pomocí 3D modelů zrekonstruována jejich původní podoba, jsou vytvořeny dokonalé figuríny včetně oděvu. Jsou to: jeden člen vedení výpravy, 3 námořníci a 1 žena (která nastoupila na loď jako pasažérka).

## Vystavované lodě
- Vasa - švédská válečná loď ze 17. století.
- Sankt Erik - švédský ledoborec, první plavbu podstoupil roku 1915 pod jménem Isbrytaren II
- Finngrundet - majáková loď postavená roku 1903
- HMS Spica - švédský torpédový člun z 60. let 20. století
- Bernhard Ingelsson - švédský záchranný člun postavený roku 1944

Kromě lodí jsou rekonstruovány modely stockholmského přístavu a jeho doků. Expozici doplňuje video a filmy.

## Galerie

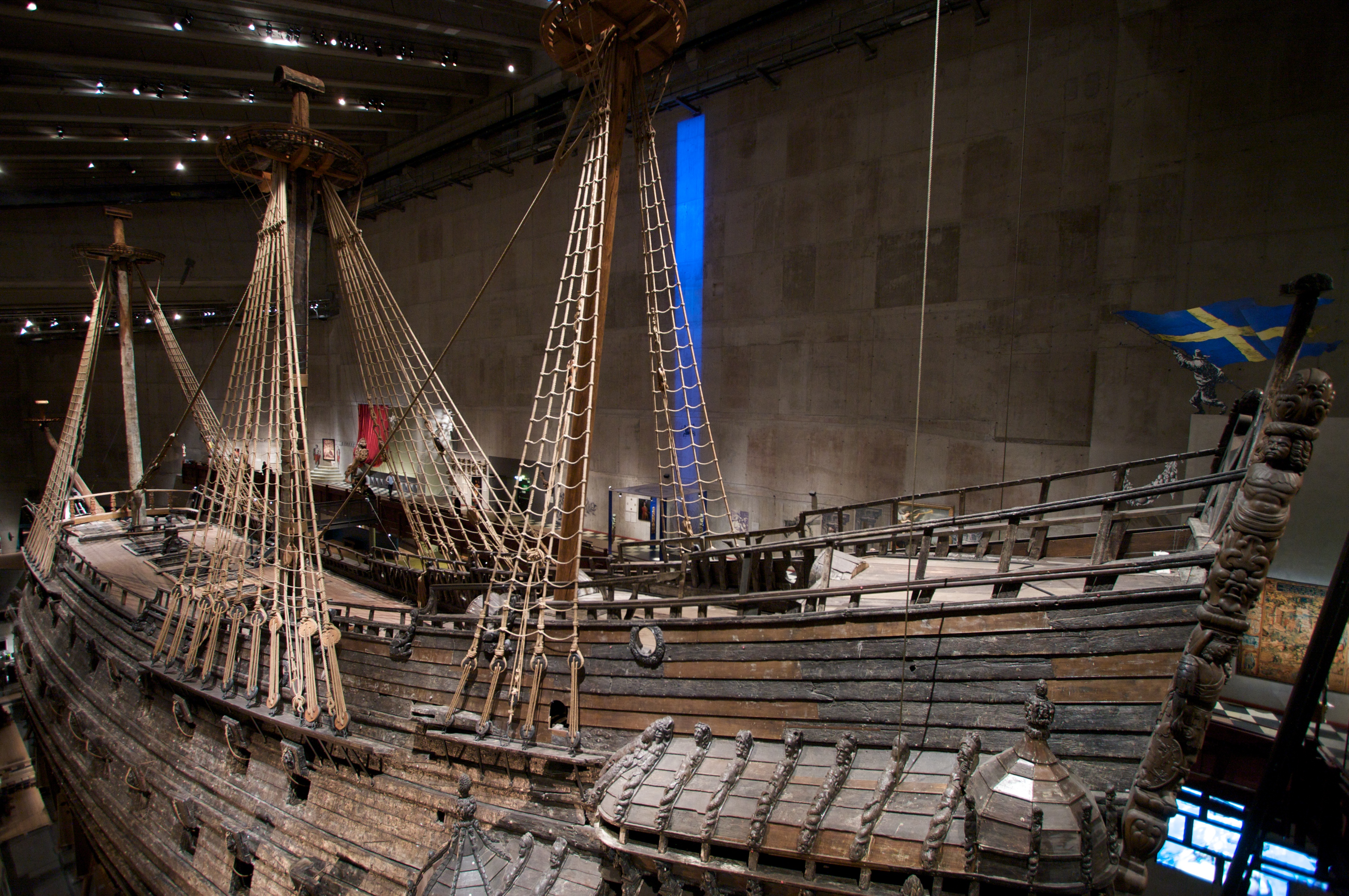
Pohled na vrchní palubu lodi Vasa
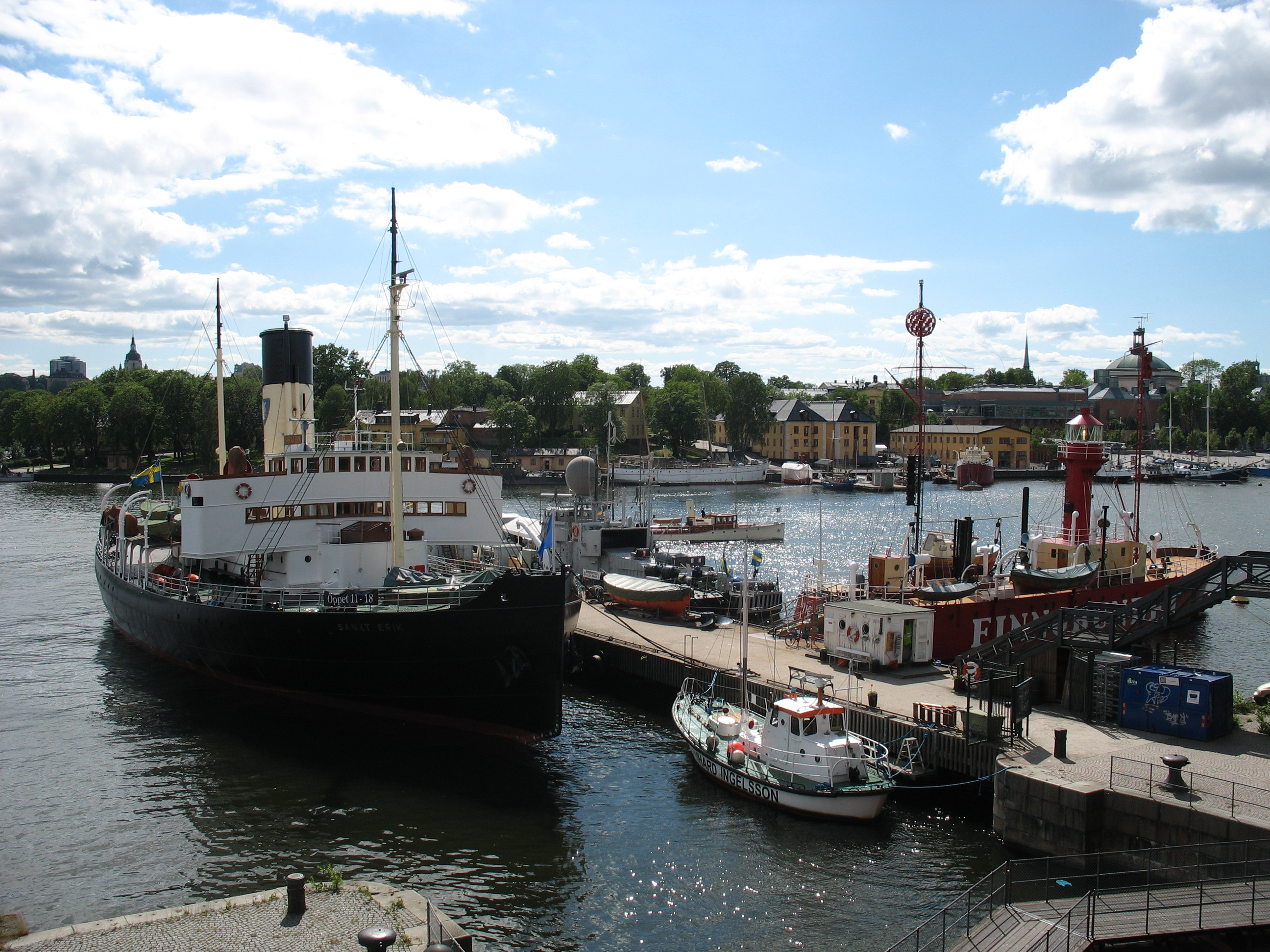
Čtyři lodě patřící k muzeu
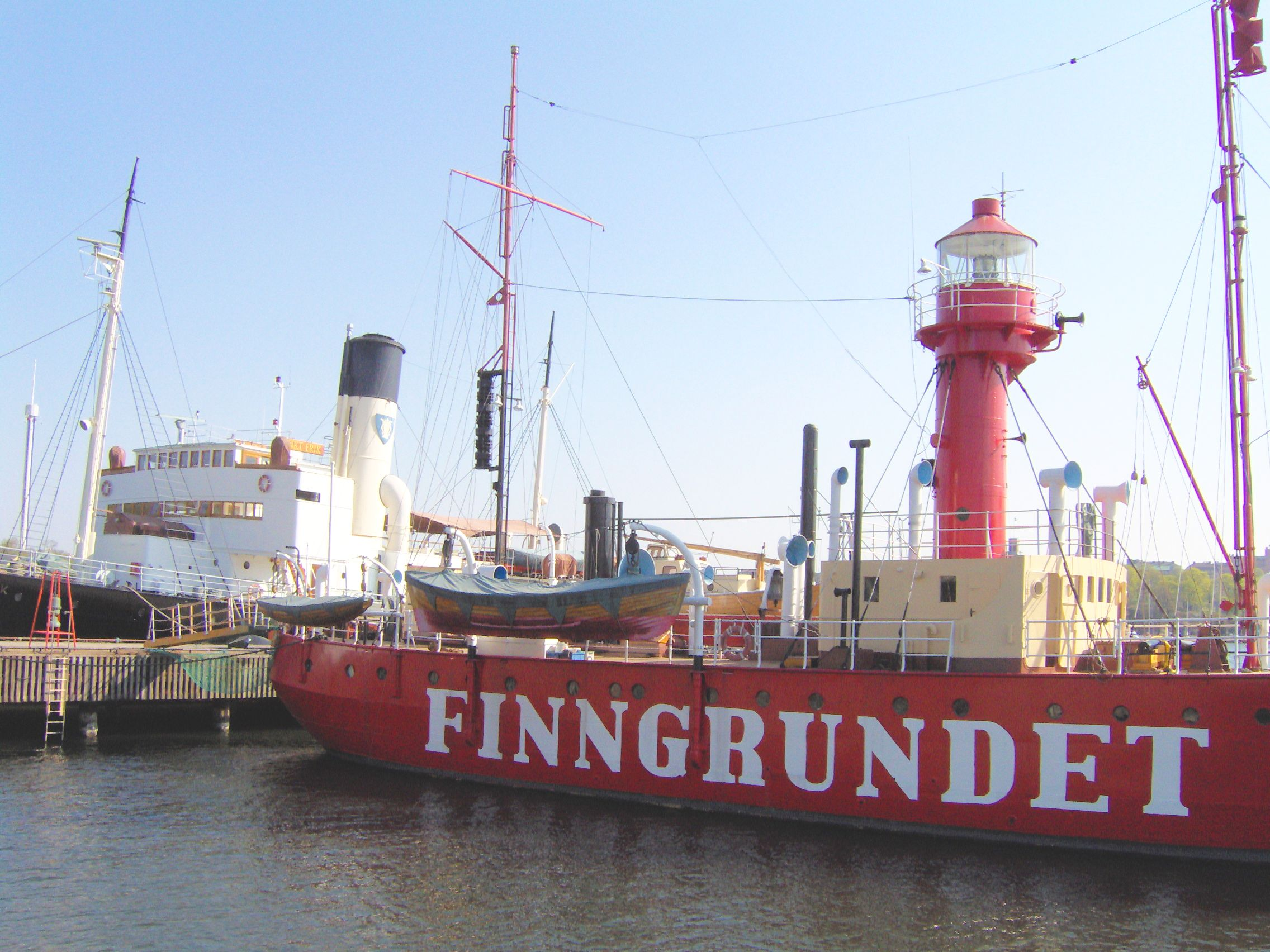
Majáková loď Finngrundet
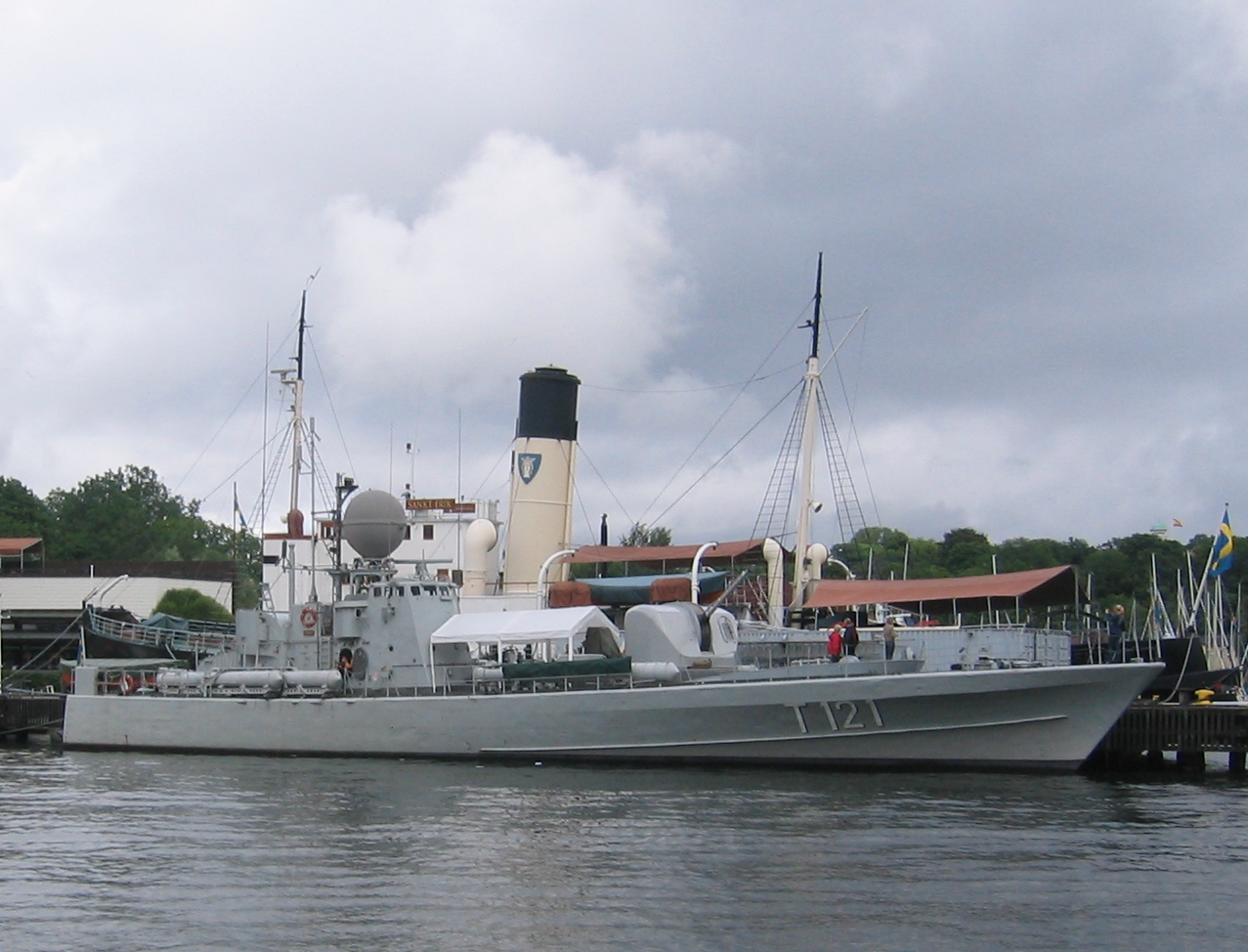
Torpédový člun HMS Spica
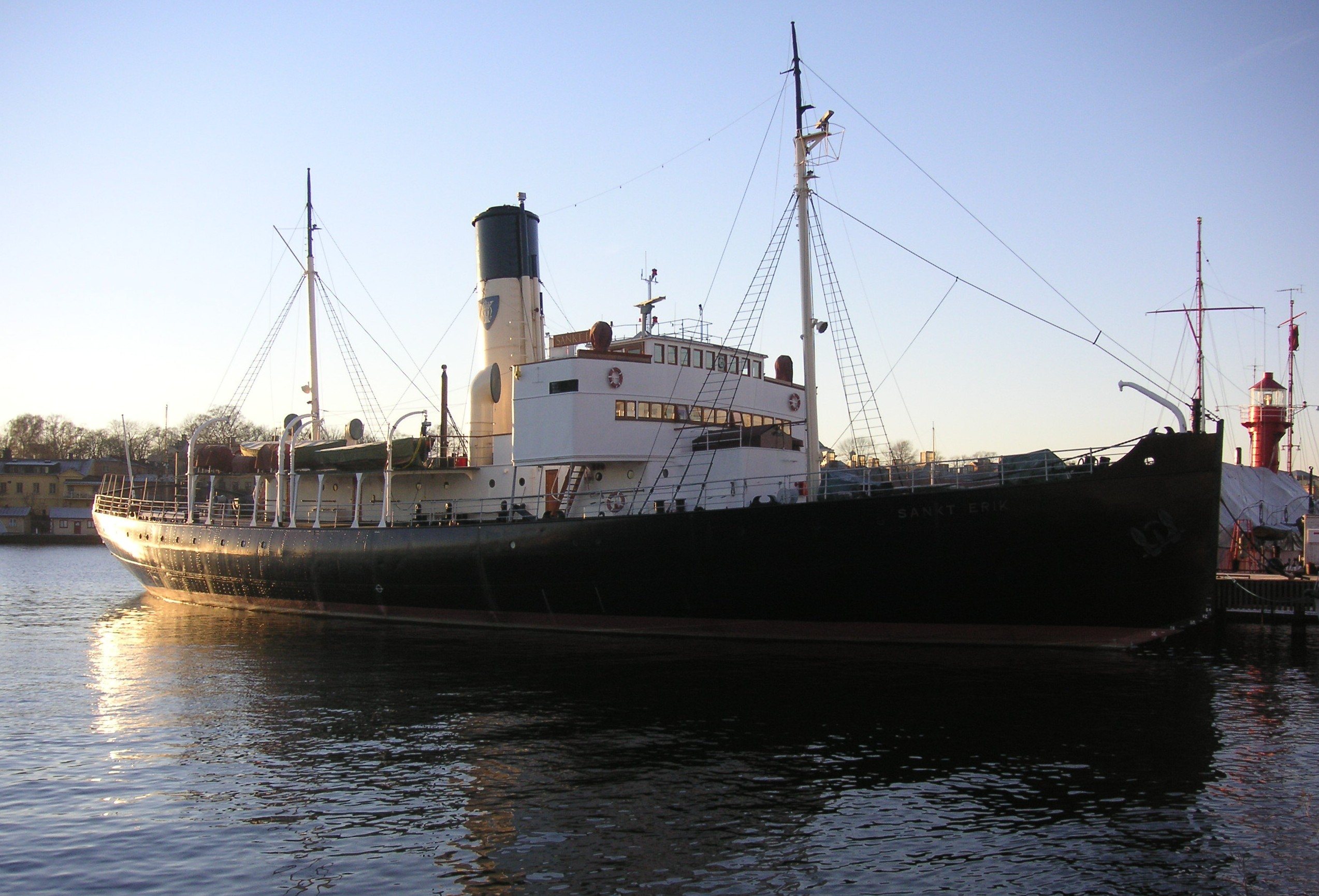
Ledoborec Sankt Erik
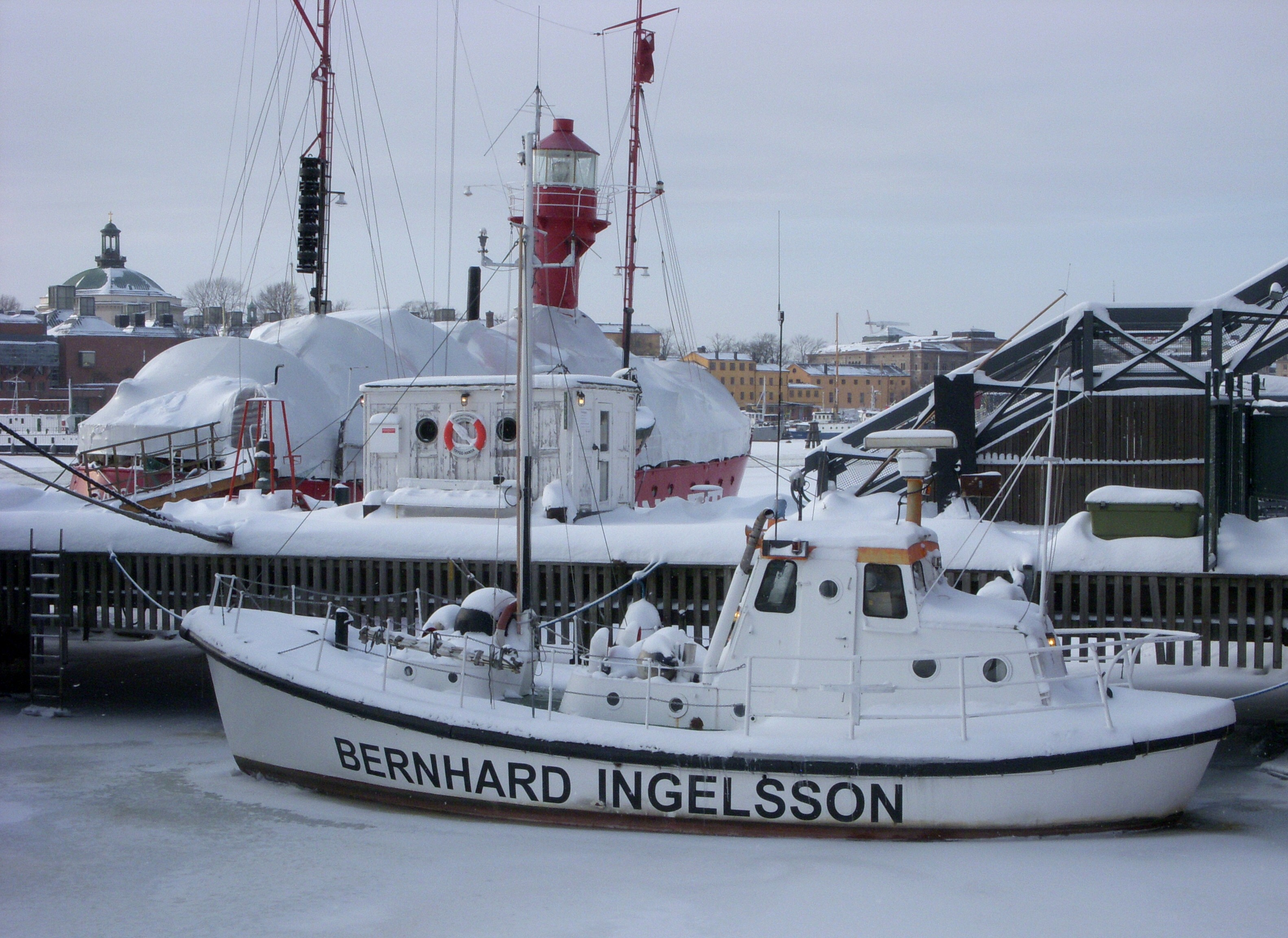
Záchranný člun Bernhard Ingelsson